# Polaria
Polaria je najbolj severni akvarij. Stoji v mestu Tromsø na severu Norveške.
Polaria, ki so jo odprli maja 1998, je namesto pretežno znanstvenega akvarija, kot je tisti v Bergnu, zasnovan kot izobraževalna izkušnja s posebnim poudarkom na razstavah za otroke.
Večina prikazov se osredotoča na severne otoke Svalbard. Na voljo je panoramski kino s petimi dvoranami, območje »Arktičnega sprehajališča«, ki vsebuje razstavo opreme za polarno raziskovanje, nagačene živali in simuliran permafrost, veliko običajnih akvarijev, ki prikazujejo lokalno morsko življenje ter odprtih in razstavnih rezervoarjev, ki vsebujejo obalne živali, ribje mladice in druge otrokom prijazne eksponate. Njegovo središče je odprt bazen, v katerem je skupina brkatih tjulnjev (Erignathus barbatus). Ti so usposobljeni in so redna razstava, tako da so živali aktivne in zdrave kot za javno zabavo. Ograjen prostor za tjulnje ima ob straneh nameščene pretisne omote za opazovanje, tako da lahko obiskovalci pogledajo živali od spodaj, in potopljeno pot v prozornem tunelu na dnu, ki omogoča tesen dostop do živali v njihovem naravnem okolju.
Tudi stavba sama je vredna omembe. Njen osupljiv dizajn predstavlja ledene plošče, ki jih je na kopno pritisnilo razburkano morje Arktike ali tlačni grebeni. Ta privlačen kos sodobne arhitekture spominja na Arktično katedralo čez pristanišče v Tromsdalen na celini.
Ena najbolj znanih in uspešnih norveških ladij za lov na tjulnje, Polstjerna (T-80-T), je ohranjena v ločeni muzejski stavbi manj kot sto metrov stran od Polarie.